# Supa Dupa Diva
Supa Dupa Diva은 대한민국의 걸 그룹 Dal★Shabet의 데뷔 음반이자 첫 EP 음반이다. 타이틀곡은 "Supa Dupa Diva"로 2011년 1월 4일 소니 뮤직을 통해 발매되었다.

## 발매 과정및 활동
달샤벳은 데뷔 이전부터 많은 관심을 받았는데, 12월 31일 포털사이트와 지하철 전광판을 통해 타이틀곡 "Supa Dupa Diva"의 티저 영상을 공개했다. 달샤벳의 소속사인 해피 엔터테인먼트 측은 티저 공개와 함께 "짧은 영상이지만 달샤벳의 매력이 충분히 담겨있는 영상이다. 다음 주 공개될 뮤직비디오 풀버전도 많은 기대 바란다"라며 전했다. 이어 2011년 1월 4일, EP 음반 Supa Dupa Diva의 발매와 함께 뮤직비디오를 공개하였는데, 많은 논란을 받았다.
데뷔 무대는 2011년 1월 7일 방송된 엠카운트다운에서 치렀다.

## 수록곡
1. Dal★shabet (With. BIGTONE)
2. Supa Dupa Diva
3. 매력덩어리
4. Oh !!WoW!! (With. KOONTA)
5. Supa Dupa Diva (Inst.)